# Club Cipolletti
O Club Cipolletti, conhecido como Cipolletti, é um clube clube esportivo argentino da cidade de Cipolletti, no departamentos (município) de General Roca, na parte norte da província de Río Negro. Fundado em 26 de outubro de 1926, suas cores são o branco e o preto. Sua principal atividade é o futebol, onde atualmente participa da Torneo Federal A, a terceira divisão regionalizada do futebol argentino para as equipes indiretamente afiliadas à Associação do Futebol Argentino (AFA), entidade máxima do futebol na Argentina. Seu estádio é o La Visera de Cemento que também fica em Cipolletti e conta com capacidade aproximada para 12.000 espectadores.

## História
A história da cidade de Cipolletti e do clube estão intimamente ligadas desde o início. Na cidade fundada em 1903 ao redor da estação ferroviária local, viu em 1912 os pioneiros do lugar criarem o Cipolletti Athletic Club. Em 26 de outubro de 1926, a ata de fundação do clube foi formalizada e inscrita no registro municipal como Club Cipolletti. Tanto a cidade como o clube devem seu nome a César Cipolletti, engenheiro hidráulico nascido em Roma em 1843 e falecido em alto-mar em 1908.
O clube ganhou 28 títulos na Liga Deportiva Confluencia e foi referência da sua região ao disputar Campeonatos Nacionais da Primera División nos anos de 1973, 1975, 1977, 1979, 1980 e 1985–86. Sua afiliação indireta à Associação do Futebol Argentino (AFA) veio através do Consejo Federal del Fútbol Argentino (CFFA) em 1971 para a disputa do Torneo Regional – II Nível Interior.
Alcançou a Segunda Divisão do futebol argentino em 1986, onde manteve-se até a temporada de 1990–91, quando foi rebaixado para sua liga local, a Liga Deportiva Confluencia. Logrou acesso ao Torneo Argentino A na temporada de 1995–96, e posteriormente, para a Primera B Nacional. Na segundona ficou da temporada de 1996–97 até a de 2000–01, até ser rebaixado para o Torneo Argentino A. Depois do amargo do descenso para o Torneo Argentino B na temporada de 2005–06, o clube foi coroado campeão da divisão do ano seguinte e retornou ao Torneo Argentino A, divisão na qual participa desde 2007–08, atualmente chamado Torneo Federal A.

## Estádio
O estádio do Cipolletti é conhecido como La Visera de Cemento foi fundado em 1957, tem capacidade para 12.000 torcedores. Teve outros dois estádios anteriormente bem menores, o atual está localizado no mesmo local da sede do clube, que fica na rua Mengelle 210 da cidade de Cipolletti. Atualmente o campo de jogo é de grama sintética. A capacidade do La Visera de Cemento torna ele a maior arena de futebol da província de Río Negro.

## Cronologia no Campeonato Argentino de Futebol
| Período           | Campeonato          | Divisão              | Associação | Ref.        |
| ----------------- | ------------------- | -------------------- | ---------- | ----------- |
| 1971 — 1973       | Torneo Regional     | Segunda do Interior  | CFFA       | [ 3 ]       |
| 1973              | Campeonato Nacional | Primeira             | AFA        | [ 3 ] [ 5 ] |
| 1974 — 1975       | Torneo Regional     | Segunda do Interior  | CFFA       | [ 3 ]       |
| 1975              | Campeonato Nacional | Primeira             | AFA        | [ 3 ] [ 5 ] |
| 1976 — 1977       | Torneo Regional     | Segunda do Interior  | CFFA       | [ 3 ]       |
| 1977              | Campeonato Nacional | Primeira             | AFA        | <           |
| 1979              | Torneo Regional     | Segunda do Interior  | CFFA       | [ 3 ]       |
| 1979              | Campeonato Nacional | Primeira             | AFA        | [ 3 ] [ 5 ] |
| 1980              | Torneo Regional     | Segunda do Interior  | CFFA       | [ 3 ]       |
| 1980              | Campeonato Nacional | Primeira             | AFA        | [ 3 ] [ 5 ] |
| 1983 — 1985       | Torneo Regional     | Segunda do Interior  | CFFA       | [ 3 ]       |
| 1985              | Campeonato Nacional | Primeira             | AFA        | [ 3 ] [ 5 ] |
| 1985–86           | Torneo Regional     | Segunda do Interior  | CFFA       | [ 3 ]       |
| 1986–87 — 1990–91 | Primera B Nacional  | Segunda              | AFA        | [ 3 ] [ 5 ] |
| 1991–92           | Torneo del Interior | Terceira do Interior | CFFA       | [ 3 ]       |
| 1992              | Zonal Sudeste       | Terceira             | AFA        | [ 3 ] [ 5 ] |
| 1992–93 — 1994–95 | Torneo del Interior | Terceira do Interior | CFFA       | [ 3 ]       |
| 1995–96           | Torneo Argentino B  | Terceira do Interior | CFFA       | [ 3 ] [ 5 ] |
| 1996–97 — 2000–01 | Primera B Nacional  | Segunda              | AFA        | [ 3 ] [ 5 ] |
| 2001–02 — 2005–06 | Torneo Argentino A  | Terceira do Interior | CFFA       | [ 3 ] [ 5 ] |
| 2006–07           | Torneo Argentino B  | Quarta do Interior   | CFFA       | [ 3 ] [ 5 ] |
| Desde 2006–07     | Torneo Argentino A  | Terceira do Interior | CFFA       | [ 3 ] [ 5 ] |

## Títulos
| NACIONAIS          | NACIONAIS | NACIONAIS                 | NACIONAIS |
| Competição         | Títulos   | Temporadas                |           |
| ------------------ | --------- | ------------------------- | --------- |
| Torneo Argentino B | 1         | Terceira Divisão: 2006–07 |           |

## Outras atividades
Além do futebol, as outras atividades do clube são: basquetebol, mergulho, natação, tênis, vôlei, hockey e rugby.